# District de Quillan
Le district de Quillan était une division territoriale française du département de l'Aude de 1790 à 1795.

## Composition
Il était composé de 12 cantons : Belcaire, Bélesta, Bugarach, Espéraza, Espezel, Marsa, Puilaurens, Puivert, Quillan, Rodome, Roquefort et Sainte-Colombe-sur-Guette.